# Первое наступление на Центральный советский район в Цзянси
Первое наступление на Центральный советский район в Цзянси (кит. 中央苏区第一次反围剿 — Первая кампания по окружению Центрального советского района) — серия боёв гоминьдановской НРА против коммунистической Красной армии Китая, проходивших с ноября 1930 по 3 января 1931 года во время Гражданской войны в Китае, с целью уничтожить контролируемую коммунистами зону на юге провинции Цзянси.
В октябре 1930 года, после того как Национально-революционная армия Гоминьдана под руководством Чан Кайши заняли Чжэнчжоу и успешно закончили войну на Центральных равнинах с милитаристами Фэн Юйсяном и Янь Сишанем, он немедленно приступил к развертыванию войск для операции «окружения и подавления» против Центрального советского района, образованного коммунистами на стыке провинций Цзянси и Фуцзянь. Чан Кайши собрал 11 дивизий и 3 бригады с общей численностью 100 000 человек, объединённых в 9-й армию под командованием генерала Лу Дипина. В приказе ставилась задача: «В короткий срок, до 1 декабря 1930 г., уничтожить Красную армию и ликвидировать её базу в Гуандуне, Цзянси и Фуцзяни. Наступление начать 7 ноября 1930 г.»
Медленно наступая с севера, от Наньчана, по трем направлениям по долине реки Ганьцзян, недооценивая силы Красной армии, гоминьдановская Национально-революционная армия продвигалась в колонах, не обращая внимание на боевое охранение, на прикрытие своих флангов и тыла, оказавшихся чрезвычайно уязвимыми.
Красная армия, во главе с Мао Цзэдуном и Чжу Дэ, насчитывавшая около 40 000 человек, взяла на вооружение политику «заманивания противника в глубину», со своевременным сосредоточением сил для нанесения противнику ударов там, где он оказывался в невыгодных условиях или же находился в состоянии замешательства в связи с внезапным ударом по его флангам и тылу.
Коммунисты оставили большую часть советского района и переместили свои основные силы на восточный берег реки Ганьцзян, что позволило националистам к концу ноября занять долину реки и выйти к предгорьям по линии Цзиань — Линьчуань. К началу декабря войска НРА были истощены и прекратили наступление, чтобы перегруппироваться и пополнить запасы.
Тупиковая ситуация закончилась 16 декабря 1930 года, когда националисты начали 2-й этап своего наступления, двинувшись в горы. Движение колон по изолированным направлениям, только по удобным дорогам или тропам через горные перевалы затрудняло развертывание наступающих гоминьдановских войск в боевой порядок в случае внезапных налетов даже небольших подразделений Красной армии.
С 24 по 28 декабря коммунистическим силам удалось остановить большую часть наступления националистов, а затем сначала 30 декабря одержать победу при Лунгане, разгромив и пленив 18-ю дивизию вместе с её командиром генералом Чжан Хуэйцзанем, а затем 3 января 1931 года выиграть сражение при Дуншао, разбив 50-ю дивизию гоминьдановцев.
Победа коммунистов ознаменовала начало общего отступления националистов, в результате чего были оставлены все регионы, недавно завоеванные во время первого похода. В ходе боёв гоминьдановская НРА потеряла около 15 тысяч человек. Красная армия захватила более 12 тысяч единиц различного вооружения и приобрела первый опыт регулярных боевых действий.